# Verbandsgemeinde Untermosel

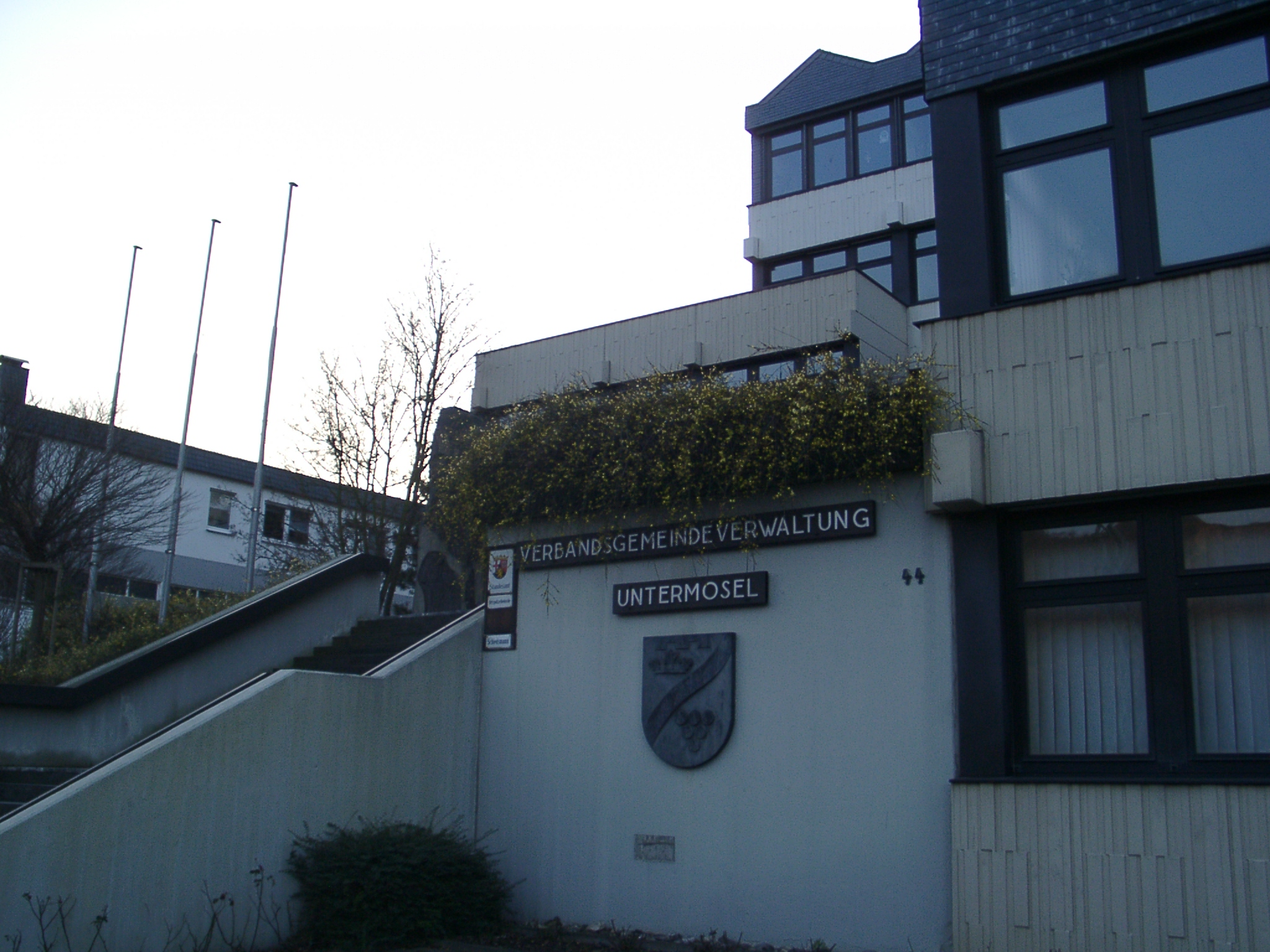
Verwaltungsgebäude mit Wappen

Die Verbandsgemeinde Untermosel war eine Gebietskörperschaft im Landkreis Mayen-Koblenz in Rheinland-Pfalz. Der Verbandsgemeinde gehörten 14 eigenständige Ortsgemeinden an, der Verwaltungssitz war in Kobern-Gondorf. Sie umfasste rund 18.000 Einwohner und erhielt ihren Namen wegen der Lage an der Untermosel.
Die Verbandsgemeinde ging am 1. Juli 2014 zusammen mit der Verbandsgemeinde Rhens in der neuentstandenen Verbandsgemeinde Rhein-Mosel auf.

## Verbandsangehörige Gemeinden
| Ortsgemeinde                | Fläche (km²) | Einwohner |
| --------------------------- | ------------ | --------- |
| Alken                       | 8,05         | 655       |
| Brodenbach                  | 9,65         | 605       |
| Burgen                      | 11,28        | 738       |
| Dieblich                    | 17,68        | 2.379     |
| Hatzenport                  | 3,77         | 631       |
| Kobern-Gondorf              | 28,36        | 3.194     |
| Lehmen                      | 10,24        | 1.366     |
| Löf                         | 5,34         | 1.434     |
| Macken                      | 8,61         | 365       |
| Niederfell                  | 11,67        | 1.002     |
| Nörtershausen               | 5,66         | 1.144     |
| Oberfell                    | 5,51         | 1.077     |
| Winningen                   | 6,66         | 2.487     |
| Wolken                      | 2,86         | 1.086     |
| Verbandsgemeinde Untermosel | 135,38       | 18.163    |

(Einwohner am 31. Dezember 2012)

## Einwohnerentwicklung
Die Entwicklung der Einwohnerzahl bezogen auf das Gebiet der Verbandsgemeinde Untermosel zum Zeitpunkt ihrer Auflösung; die Werte von 1871 bis 1987 beruhen auf Volkszählungen:
| Jahr | Einwohner |
| 1815 | 8.002     |
| 1835 | 10.522    |
| 1871 | 11.384    |
| 1905 | 12.091    |
| 1939 | 12.881    |
| 1950 | 15.674    |

| Jahr | Einwohner |
| 1961 | 14.837    |
| 1970 | 15.914    |
| 1987 | 16.563    |
| 1997 | 18.254    |
| 2005 | 18.839    |
| 2010 | 18.234    |

## Verbandsgemeinderat
Der Verbandsgemeinderat Untermosel bestand aus 32 ehrenamtlichen Ratsmitgliedern, die zuletzt bei der Kommunalwahl am 7. Juni 2009 in einer personalisierten Verhältniswahl gewählt wurden, und dem hauptamtlichen Bürgermeister als Vorsitzendem.
Die Sitzverteilung im Verbandsgemeinderat:
| Wahl | SPD | CDU | FDP | GRÜNE | FWG | Gesamt   |
| ---- | --- | --- | --- | ----- | --- | -------- |
| 2009 | 4   | 14  | 2   | 1     | 11  | 32 Sitze |
| 2004 | 5   | 17  | 1   | –     | 9   | 32 Sitze |

## Verbandsgemeinde Rhein-Mosel
Am 1. Juli 2014 fusionierte die Verbandsgemeinde Untermosel mit der Verbandsgemeinde Rhens zu der neuen Verbandsgemeinde Rhein-Mosel. Hauptverwaltungssitz ist Kobern-Gondorf, mit einer Außenstelle in Rhens. Die neue Verbandsgemeinde ist mit etwa 27.000 Einwohnern die zweitgrößte im Landkreis Mayen-Koblenz.
Grund für die Fusion war die Kommunal- und Verwaltungsreform vom September 2010, die eine Auflösung von Verbandsgemeinden unter 12.000 Einwohnern vorsieht. Da die Verbandsgemeinde Rhens mit ihren unter 9.000 Einwohnern davon betroffen gewesen ist, wurden Fusionsgespräche mit der Verbandsgemeinde Untermosel initiiert, um einer Zwangsfusion zuvorzukommen und Fördergelder des Landes in Anspruch nehmen zu können.